# Serge IV de Géorgie
Serge IV de Géorgie ou Sarkis IV Vrastanc‘i (en arménien Սարգիս Դ Վրաստանցի) est coadjuteur de 1515 à 1520 puis Catholicos de l'Église apostolique arménienne de 1520 à 1536.

## Biographie
Coadjuteur de Zacharie II de Vagharchapat en 1515, il lui succède en 1520 et demeure seul Catholicos, ce qui est exceptionnel pour l’époque.
Sarkis IV meurt après avoir exercé sa charge pendant 16 ans, et il a comme successeur Grégoire XI de Byzance.